# Fußball-Club Bayern Hof 1910 1974-1975
Questa voce raccoglie le informazioni riguardanti il Bayern Hof nelle competizioni ufficiali della stagione 1974-1975.

## Stagione
Nella stagione 1974-1975 il Bayern Hof, allenato da Heinz Elzner, concluse il campionato di 2. Bundesliga al 4º posto. In Coppa di Germania il Bayern Hof fu eliminato al secondo turno dal Bochum.

## Rosa
| N. |                     | Ruolo | Calciatore         |
| -- | ------------------- | ----- | ------------------ |
|    | Germania (bandiera) | P     | Reinhard Franz     |
|    | Germania (bandiera) | P     | Manfred Seifert    |
|    | Germania (bandiera) | D     | Helmut Achatz      |
|    | Germania (bandiera) | D     | Franz Dürrschmidt  |
|    | Germania (bandiera) | D     | Rudolf Fichtner    |
|    | Germania (bandiera) | D     | Dieter Peterzelka  |
|    | Germania (bandiera) | D     | Lothar Wolf        |
|    | Germania (bandiera) | C     | August Deutscher   |
|    | Germania (bandiera) | C     | Hans-Oskar Feulner |
|    | Germania (bandiera) | C     | Uwe Herrmann       |

| N. |                     | Ruolo | Calciatore        |
| -- | ------------------- | ----- | ----------------- |
|    | Germania (bandiera) | C     | Klaus Klein       |
|    | Germania (bandiera) | C     | Ludwig Schuster   |
|    | Germania (bandiera) | C     | Siegfried Sieber  |
|    | Germania (bandiera) | C     | Siegfried Stark   |
|    | Germania (bandiera) | A     | Josef Kaiser      |
|    | Germania (bandiera) | A     | Reinhard Lippert  |
|    | Germania (bandiera) | A     | Bertram Stahl     |
|    | Germania (bandiera) | A     | Hartmut Werner    |
|    | Germania (bandiera) | A     | Martin Wildgruber |
|    | Germania (bandiera) | A     | Karl-Heinz Zapf   |

## Organigramma societario
Area tecnica
- Allenatore: Heinz Elzner
- Allenatore in seconda:
- Preparatore dei portieri:
- Preparatori atletici:

## Calciomercato

### Sessione estiva
| Acquisti | Acquisti    | Acquisti       | Acquisti |
| R.       | Nome        | da             | Modalità |
| -------- | ----------- | -------------- | -------- |
| C        | Klaus Klein | Jahn Ratisbona |          |

| Cessioni | Cessioni        | Cessioni   | Cessioni |
| R.       | Nome            | a          | Modalità |
| -------- | --------------- | ---------- | -------- |
| D        | Ulrich Pechtold | Norimberga |          |

### Sessione invernale
| Acquisti | Acquisti | Acquisti | Acquisti |
| R.       | Nome     | da       | Modalità |
| -------- | -------- | -------- | -------- |

| Cessioni | Cessioni | Cessioni | Cessioni |
| R.       | Nome     | a        | Modalità |
| -------- | -------- | -------- | -------- |

## Risultati

### 2. Bundesliga

#### Girone di andata
| Arbitro: | Huster |

|                      |           |  |
| Renner 19’ Klier 27’ | Marcatori |  |

| Arbitro: | Steigele |

|            |           |            |
| Werner 40’ | Marcatori | 68’ Magath |

| Arbitro: | Berner |

|              |           |                                             |
| Dollmann 48’ | Marcatori | 17’, 74’ (rig.) Dürrschmidt 24’, 76’ Werner |

| Arbitro: | Eichhorn |

|  |           |                  |
|  | Marcatori | 52’ Spannenkrebs |

| Arbitro: | Dahler |

|                                 |           |                      |
| Schmitt 29’ Diringer 89’ (rig.) | Marcatori | 15’ Zapf 63’ Lippert |

| Arbitro: | Scheffner |

|                                              |           |  |
| Schuster 8’, 38’, 56’ Dürrschmidt 53’ (rig.) | Marcatori |  |

| Arbitro: | Föckler |

|  |           |                                    |
|  | Marcatori | 68’ (rig.) Dürrschmidt 76’ Lippert |

| Arbitro: | Tschenscher |

|          |           |                                 |
| Wolf 83’ | Marcatori | 15’ Haug 44’ Obermeier 77’ Jörg |

| Arbitro: | Schumann |

|             |           |  |
| Hofmann 19’ | Marcatori |  |

| Arbitro: | Langhans |

|              |           |             |
| Fichtner 88’ | Marcatori | 37’ Hofmann |

| Arbitro: | Röder |

|                                |           |            |
| Werner 85’, 89’ Wildgruber 87’ | Marcatori | 78’ Drenks |

| Arbitro: | Dittmer |

|           |           |            |
| Spohr 18’ | Marcatori | 75’ Werner |

| Arbitro: | Joos |

|            |           |  |
| Achatz 84’ | Marcatori |  |

| Arbitro: | Klauser |

|                                                                   |           |                        |
| Geinzer 33’ Sturz 42’, 67’ Walitza 55’, 87’ (rig.) Schabacker 83’ | Marcatori | 38’ Schuster 50’ Klein |

| Arbitro: | Quindeau |

|                                  |           |  |
| Dürrschmidt 20’ Stark 28’ (rig.) | Marcatori |  |

| Arbitro: | Wohlfarth |

|                                           |           |  |
| Dürrschmidt 54’ (aut.) Gutzeit 78’ (rig.) | Marcatori |  |

| Arbitro: | Boos |

|                                       |           |               |
| Zapf 53’ Werner 73’ Gentes 90’ (aut.) | Marcatori | 22’ Weinkauff |

| Arbitro: | Föckler |

|                                       |           |                     |
| Werner 12’, 82’ Klein 76’ Lippert 89’ | Marcatori | 15’ Keller 74’ Kauf |

| Arbitro: | Tschenscher |

|          |           |              |
| Metz 37’ | Marcatori | 84’ Fichtner |

#### Girone di ritorno
| Arbitro: | Engelhardt |

|                          |           |                          |
| Zapf 4’ Lippert 15’, 38’ | Marcatori | 65’, 74’ Klier 85’ Göppl |

| Arbitro: | Nickel |

|                      |           |             |
| Lübeke 8’ Magath 28’ | Marcatori | 50’ Lippert |

| Arbitro: | Boos |

|                 |           |  |
| Werner 32’, 48’ | Marcatori |  |

| Arbitro: | Wohlfarth |

|                    |           |                   |
| Kubasik 51’ (rig.) | Marcatori | 17’, 40’ Schuster |

| Arbitro: | Greiner |

|                              |           |  |
| Lippert 29’ Stark 35’ (rig.) | Marcatori |  |

| Worms 2 marzo 1975, ore 15:00 CET 25ª giornata | Wormatia Worms | 0 – 0 referto | Bayern Hof | Wormatia-Stadion (3 000 spett.)\| Arbitro: \| Antz \| |
| Arbitro:                                       | Antz           |               |            |                                                       |

| Arbitro: | Röder |

|                                 |           |                          |
| Werner 17’ Feulner 73’ Zapf 87’ | Marcatori | 13’ Pankotsch 32’ Renger |

| Arbitro: | Schmoock |

|                    |           |                      |
| Weixler 75’ (rig.) | Marcatori | 62’ Wolf 76’ Feulner |

| Hof (Baviera) 22 marzo 1975, ore 15:00 CET 28ª giornata | Bayern Hof | 0 – 0 referto | Bayreuth | Stadion Grüne Au (13 000 spett.)\| Arbitro: \| Hofmeister \| |
| Arbitro:                                                | Hofmeister |               |          |                                                              |

| Fürth 5 aprile 1975, ore 15:00 CET 29ª giornata | Fürth    | 0 – 0 referto | Bayern Hof | Sportpark Ronhof (6 000 spett.)\| Arbitro: \| Langhans \| |
| Arbitro:                                        | Langhans |               |            |                                                           |

| Arbitro: | Dahler |

|                       |           |                                                |
| Bischoff 19’ Lang 58’ | Marcatori | 11’ Lippert 33’ Wolf 85’ Feulner 89’ Deutscher |

| Arbitro: | Walz |

|                                 |           |          |
| Zapf 28’ Dürrschmidt 34’ (rig.) | Marcatori | 16’ Latz |

| Arbitro: | Kollmann |

|             |           |  |
| Bartels 52’ | Marcatori |  |

| Arbitro: | Betz |

|                                   |           |  |
| Klein 25’ Werner 52’ Schuster 54’ | Marcatori |  |

| Arbitro: | Huster |

|                         |           |                                    |
| Seubert 9’ Emmerich 82’ | Marcatori | 25’ Schuster 56’ Achatz 61’ Werner |

| Arbitro: | Hellwig |

|                                |           |  |
| Lippert 10’ Deutscher 51’, 66’ | Marcatori |  |

| Arbitro: | Biwersi |

|                                           |           |                      |
| Krauth 14’ Pudelko 74’ (rig.) Beichle 83’ | Marcatori | 35’ Werner 79’ Klein |

| Monaco di Baviera 8 giugno 1975, ore 15:00 CET 37ª giornata | Monaco 1860 | 0 – 0 referto | Bayern Hof | Stadio Olimpico (55 000 spett.)\| Arbitro: \| Nützel \| |
| Arbitro:                                                    | Nützel      |               |            |                                                         |

| Arbitro: | Aldinger |

|                        |           |                            |
| Dürrschmidt 65’ (rig.) | Marcatori | 43’ Schmaltz 83’ Lindemann |

### Coppa di Germania
| Arbitro: | Linn |

|  |           |          |
|  | Marcatori | 48’ Zapf |

| Arbitro: | Berner |

|                         |           |                             |
| Werner 51’ Schuster 54’ | Marcatori | 15’ Fromm 78’ (rig.) Lameck |

| Arbitro: | Roth |

|                                                    |           |  |
| Tenhagen 3’ Fromm 33’, 47’ Pochstein 72’ Köper 86’ | Marcatori |  |

## Statistiche

### Statistiche di squadra
| Competizione      | Punti | In casa | In casa | In casa | In casa | In casa | In casa | In trasferta | In trasferta | In trasferta | In trasferta | In trasferta | In trasferta | Totale | Totale | Totale | Totale | Totale | Totale | DR  |
| Competizione      | Punti | G       | V       | N       | P       | Gf      | Gs      | G            | V            | N            | P            | Gf           | Gs           | G      | V      | N      | P      | Gf     | Gs     | DR  |
| ----------------- | ----- | ------- | ------- | ------- | ------- | ------- | ------- | ------------ | ------------ | ------------ | ------------ | ------------ | ------------ | ------ | ------ | ------ | ------ | ------ | ------ | --- |
| 2. Bundesliga     | 46    | 19      | 12      | 4       | 3       | 39      | 18      | 19           | 6            | 6            | 7            | 26           | 28           | 38     | 18     | 10     | 10     | 65     | 46     | +19 |
| Coppa di Germania | -     | 1       | 0       | 1       | 0       | 2       | 2       | 2            | 1            | 0            | 1            | 1            | 5            | 3      | 1      | 1      | 1      | 3      | 7      | -4  |
| Totale            | 46    | 20      | 12      | 5       | 3       | 41      | 20      | 21           | 7            | 6            | 8            | 27           | 33           | 41     | 19     | 11     | 11     | 68     | 53     | +15 |

### Andamento in campionato
| Giornata  | 1  | 2  | 3 | 4  | 5  | 6  | 7 | 8 | 9  | 10 | 11 | 12 | 13 | 14 | 15 | 16 | 17 | 18 | 19 | 20 | 21 | 22 | 23 | 24 | 25 | 26 | 27 | 28 | 29 | 30 | 31 | 32 | 33 | 34 | 35 | 36 | 37 | 38 |
| --------- | -- | -- | - | -- | -- | -- | - | - | -- | -- | -- | -- | -- | -- | -- | -- | -- | -- | -- | -- | -- | -- | -- | -- | -- | -- | -- | -- | -- | -- | -- | -- | -- | -- | -- | -- | -- | -- |
| Luogo     | T  | C  | T | C  | T  | C  | T | C | T  | C  | C  | T  | C  | T  | C  | T  | C  | C  | T  | C  | T  | C  | T  | C  | T  | C  | T  | C  | T  | T  | C  | T  | C  | T  | C  | T  | T  | C  |
| Risultato | P  | N  | V | P  | N  | V  | V | P | P  | N  | V  | N  | V  | P  | V  | P  | V  | V  | N  | N  | P  | V  | V  | V  | N  | V  | V  | N  | N  | V  | V  | P  | V  | V  | V  | P  | N  | P  |
| Posizione | 18 | 16 | 9 | 14 | 12 | 10 | 8 | 9 | 10 | 11 | 8  | 8  | 7  | 9  | 8  | 9  | 9  | 7  | 7  | 8  | 9  | 8  | 8  | 7  | 6  | 6  | 6  | 6  | 6  | 6  | 4  | 6  | 4  | 2  | 2  | 2  | 2  | 4  |

Legenda:

Luogo: C = Casa; T = Trasferta. Risultato: V = Vittoria; N = Pareggio; P = Sconfitta.

### Statistiche dei giocatori
| Giocatore      | 2. Bundesliga | 2. Bundesliga | 2. Bundesliga | 2. Bundesliga | Coppa di Germania | Coppa di Germania | Coppa di Germania | Coppa di Germania | Totale   | Totale | Totale      | Totale     |
| Giocatore      | Presenze      | Reti          | Ammonizioni   | Espulsioni    | Presenze          | Reti              | Ammonizioni       | Espulsioni        | Presenze | Reti   | Ammonizioni | Espulsioni |
| -------------- | ------------- | ------------- | ------------- | ------------- | ----------------- | ----------------- | ----------------- | ----------------- | -------- | ------ | ----------- | ---------- |
| H. Achatz      | 33            | 2             | 3             | 0             | 2                 | 0                 | 1                 | 0                 | 35       | 2      | 4           | 0          |
| A. Deutscher   | 12            | 3             | 1             | 0             | 1                 | 0                 | 0                 | 0                 | 13       | 3      | 1           | 0          |
| F. Dürrschmidt | 35            | 7             | 6             | 0             | 3                 | 0                 | 1                 | 0                 | 38       | 7      | 7           | 0          |
| H. Feulner     | 17            | 3             | 0             | 0             | 0                 | 0                 | 0                 | 0                 | 17       | 3      | 0           | 0          |
| R. Fichtner    | 37            | 2             | 2             | 0             | 3                 | 0                 | 0                 | 0                 | 40       | 2      | 2           | 0          |
| R. Franz       | 15            | 0             | 0             | 0             | 2                 | 0                 | 0                 | 0                 | 17       | 0      | 0           | 0          |
| U. Herrmann    | 1             | 0             | 0             | 0             | 0                 | 0                 | 0                 | 0                 | 1        | 0      | 0           | 0          |
| J. Kaiser      | 6             | 0             | 0             | 0             | 2                 | 0                 | 0                 | 0                 | 8        | 0      | 0           | 0          |
| K. Klein       | 38            | 4             | 1             | 0             | 3                 | 0                 | 0                 | 0                 | 41       | 4      | 1           | 0          |
| R. Lippert     | 38            | 9             | 1             | 0             | 3                 | 0                 | 0                 | 0                 | 41       | 9      | 1           | 0          |
| D. Peterzelka  | 15            | 0             | 1             | 0             | 2                 | 0                 | 0                 | 0                 | 17       | 0      | 1           | 0          |
| L. Schuster    | 36            | 8             | 5             | 0             | 3                 | 1                 | 0                 | 0                 | 39       | 9      | 5           | 0          |
| M. Seifert     | 24            | 0             | 0             | 0             | 1                 | 0                 | 0                 | 0                 | 25       | 0      | 0           | 0          |
| S. Sieber      | 9             | 0             | 0             | 0             | 0                 | 0                 | 0                 | 0                 | 9        | 0      | 0           | 0          |
| B. Stahl       | 4             | 0             | 0             | 0             | 0                 | 0                 | 0                 | 0                 | 4        | 0      | 0           | 0          |
| S. Stark       | 30            | 2             | 5             | 0             | 2                 | 0                 | 0                 | 0                 | 32       | 2      | 5           | 0          |
| H. Werner      | 35            | 15            | 2             | 0             | 3                 | 1                 | 0                 | 0                 | 38       | 16     | 2           | 0          |
| M. Wildgruber  | 17            | 1             | 1             | 0             | 1                 | 0                 | 0                 | 0                 | 18       | 1      | 1           | 0          |
| L. Wolf        | 35            | 3             | 3             | 0             | 3                 | 0                 | 0                 | 0                 | 38       | 3      | 3           | 0          |
| K. Zapf        | 35            | 5             | 0             | 0             | 3                 | 1                 | 0                 | 0                 | 38       | 6      | 0           | 0          |